# Fernando Saucedo
Fernando Javier Saucedo Pereyra (Santa Cruz de la Sierra, 15 de março de 1990) é um futebolista profissional boliviano que atua como meio-campo, atualmente defende o Bolívar.

## Carreira
Fernando Saucedo fez parte do elenco da Seleção Boliviana de Futebol da Copa América de 2016.